# Szállási Árpád
Szállási Árpád (Nagyecsed, 1930. június 30. – Esztergom, 2012. július 9.) orvos, orvostörténész.

## Élete
Nyolcgyermekes család hatodik tagjaként született. Édesapja három elemit végzett, de gyermekeit taníttatta. Mint kitűnő tanuló a polgári után gimnáziumba került, Mátészalkán érettségizett. Előbb a nagykárolyi piarista gimnázium, majd 1946/47-ben az esztergomi gimnázium diákja volt. Máig számon tartják, hogy március 15-én a városháza erkélyéről ő szavalta Ady „A tűz márciusa” című versét.
Tanárai magyar–francia–történelem szakos bölcsészi pályát ajánlották számára, itt kezdte, de a véletlen folytán az orvosi egyetemen folytatta Debrecenben. Választását nem bánta meg, az egyetemen mint eminens tanuló igyekezettel készült az orvosi hivatásra. Emellett folyamatosan kacsintgatott a bölcsészet egyes területei felé, rendszeresen hallgatta Hankiss János, Juhász Géza, Koczogh Ákos, Kardos Pál előadásait.
Az egyetem befejezése után szeretett volna orvostörténelemmel foglalkozni, de mivel ilyen tanszék ekkor nem volt, rövid időre Jeney Endre professzor mellett kapott állást a Közegészségtani Intézetben, majd a kitűnő gyermekgyógyász Buda Károly főorvos munkatársa lett Debrecenben. Tőle nemcsak a szakma alapvető ismereteit sajátította el, hanem emberként is sokat tanult orvosi magatartásból, empátiából, szociális érzékenységből. 1956-ban megnősült. Felesége dr. Esztári Piroska bőrgyógyász. Két kivételes tehetségű fiúk kutatóorvos lett, mindkettő külföldön él családjával.
Anyagi nehézségek miatt elhagyta Debrecent és Szatmárban, két év után Kesztölcön vállalt állást. Kesztölc után Esztergom következett, ahol szintén családorvosi munkát vállalt. A Hippokratész papjaként gyógyító Takács János körzetét vette át azzal az örökséggel, amely példaként szolgált.
Alapító tagja volt a Magyar Orvostörténelmi Társaságnak és tagja a Nemzetközi Orvostörténeti Társaságnak is. Az 1966-tól kétévenként megrendezett kongresszusokon rendszeresen képviselte Magyarországot, legtöbbször saját költségén, színvonalas előadásaival. Érdemeit a honi társaság Zsámboki-éremmel és Weszprémi-díjjal jutalmazta. Hosszú éveken át ő szerkesztette az Orvosi Hetilap Horus elnevezésű orvostörténeti rovatát. Több mint 500 dolgozata jelent meg, valamint húsz könyve, több könyvrészlete, verseskötetei és szépirodalmi munkái láttak napvilágot.
Orvostörténeti munkái az Akadémiai Kiadó, az orvostudományi társaságok, a Debreceni Egyetem, a Medicina Kiadó, valamint a Magyar Tudománytörténeti Intézet és a Semmelweis Orvostörténeti Múzeum, Könyvtár és Levéltár gondozásában jelentek meg. Szépirodalmi műveinek többsége az Esztergomi füzetek sorozatban látott napvilágot. Szakcikkeinek nagy része az Orvostörténeti Közleményekben és az Orvosi Hetilap Horus rovatában, valamint az esztergomi eKórlapban jelent meg. Emellett többször is publikált az Esztergom Évlapjai, a Limes, a Debreceni Szemle, a Szegedi Műhely, az Új Forrás és a Magyar Tudomány hasábjain. Ő írta a Magyar nagylexikonban a múlt magyar orvosairól szóló szócikkeket. Orvostörténeti publikációi mellett több művelődéstörténeti és irodalomtörténeti írása is megjelent, számos alkalommal publikált magyar írók betegségeiről, orvosaikról, valamint azokról az orvosokról, akik jelentős szépirodalmi munkásságot is kifejtettek. A régi magyar és magyar vonatkozású orvostudományi munkák egyik legjelesebb tudója volt, s elismert szakértője volt az orvosi numizmatikának is.
Tagja volt a „Hiúzszeműek Társaságának” Antall József későbbi miniszterelnökkel, Benedek Istvánnal, Vekerdi Lászlóval, Gazda Istvánnal és Birtalan Győzővel együtt. Rendszeresen találkoztak, éles vitákat folytattak társadalmi, szociális, kulturális és egyéb fontos kérdésekről.
Személyesen ismerte az utóbbi évtizedek kiváló íróit, költőit, festőit, képzőművészeit, orvosait és kapcsolatot tartott hazai és külföldi kiválóságokkal. Szenvedélyes levélíró volt. Az évtizedek során több százra tehető azok száma, akikkel tartósan, rendszeresen levelezett. Levelei nem egyszerű információk, hanem sok részletre kiterjedő vitairatok, kritikák, tanulmányok.
Többször szerepelt a rádió és a tévé műsoraiban, nagy orvostörténeti előadásai hangzottak el az MTV Tudóra sorozatában. Meggyőző, szuggesztív előadása, mondandójának hitelessége, lexikális tudása igazi élmény volt a hallgatók, nézők számára.
Hűséges rajongója volt és maradt egyetemi városának. Életének egyik fontos álma 1994-ben valósult meg, amikor a Debreceni Orvostudományi Egyetem vezetői bevezették az orvostörténet oktatását a tananyagba speciális kollégiumként, egy év múlva alternatív tárgyként. Neki köszönhető Nemes Csaba nagy orvostörténeti munkájának (egyetemi kézikönyvének) a megjelentetése. Komoly segítséget nyújtott az egyetem Kenézy Orvostörténeti Gyűjteményének (múzeumának) létrehozásában.

## Kitüntetései
Tudományos munkásságát az egyetem PhD és habilitációs fokozattal, kitüntetésekkel ismerte el. Nyolcvanadik születésnapján ünnepi tudományos ülésen méltatták érdemeit az egyetemen, és a Budapesten is, a Magyar Orvostörténelmi Társaságban. Tiszteletére emlékkötet is megjelent.
Nagyecsed és két tartós munkahelye, Kesztölc és Esztergom, díszpolgárává választotta.

## Művei

### Orvostörténeti művei
- Szegényháztól a kórházig. Esztergom egészségügyének története (Esztergom, 1987)
- Weszprémi István (1723–1799) és kora  (Debrecen, 1995)
- Szontagh Félix (1859–1929) és a debreceni gyermekorvoslás előzményei (Debrecen, 1995)
- Százéves a Magyar Nőorvos Társaság. Társszerző: Lampé László (Bp., 1996)
- Medicina in nummis Debreceniensis. Társszerző: Lampé László (Debrecen, 1997.; 2. kiad.: Debrecen, 2005)
- Debrecen első orvos-akadémikusa: Török József (1813–1894) (Debrecen, 1998)
- Magyar írók orvosai és a magyar orvosírók (Piliscsaba, 1998)
- Orvostörténeti mozaikok I. (Esztergom, 1998)
- Orvostörténeti mozaikok II. (Esztergom, 2010)
- Benedek László (1887–1945) (Debrecen, 2000)
- Azok az ötvenes évek avagy egy évfolyam kórtana. DOTE 1950–1956. (Debrecen, 2000)
- Semmelweis Ignác emlékezete. Vál.: Szállási Árpád (Bp., 2001)
- A múlt magyar orvostörténészei. Vál.: Szállási Árpád (Piliscsaba – Bp., 2002)
- Feichtinger Sándor doktor önéletírása. Sajtó alá rend.: Gazda István (Piliscsaba, 2005)
- 100 éves a Magyar Sebész Társaság, 1906–2006. Összeáll.: Lukács Géza és Szállási Árpád. Sajtó alá rend.: Gazda István (Bp., 2006)
- Emlékkönyv az Orvosi Hetilap alapításának 150. évfordulójára Társszerzők: Fehér János, Gazda István (Bp., 2007) – Az Akadémiai Kiadó nívódíjával (2007) kitüntetett munka.
- II. Rákóczi Ferenc és Ecsed (Budapest – Nagyecsed, 2008) ISBN 978 963 9276 72 7
- Bókay Zoltán (1885–1955) és a hazai gyermekgyógyászat (Debrecen, 2009)
- A magyar szülészet-nőgyógyászat története. Társszerzők: Lampé László, Batár István (Bp., 2009)
- Magyar írók orvosairól és a magyar orvosírókról. Sajtó alá rend.: Gazda István (Bp., 2010)

### Szerzői közreműködésével készült orvostörténeti és művelődéstörténeti kiadványok
- Acta Congressus internationalis XXIV historiae artis medicinae 25-31 Augusti 1974 Budapestini. (Bp., 1976)
- Hallesches Symposium (Halle, 1979, 1986, 1987).
- A gyógyítás világa. (Bp., 1980)
- Medicina és művészet. (Kaposvár, 1986)
- Tanulmányok és arcképek a magyar medicina múltjából (Bp., 1988)
- Történelem, régészet, néprajz. (Debrecen, 1991)
- A medicina krónikája. (Bp., 1994)
- Az 1848/49-es magyar szabadságharc egészségügye és honvédorvosai. (Piliscsaba, 2000)
- Weszprémi István emlékezete. (Piliscsaba, 2000)
- Karcag a magyar művelődés történetében. (Karcag, 2001)
- "...kínok és álmok közt...". [Babits betegségéről]. Főszerk.: Sipos Lajos. (Bp., 2004)
- 85 éves a Semmelweis Egyetem Urológiai Klinikája. Szerk.: Romsics Imre. (Piliscsaba – Bp., 2005)
- Ditor ut Ditem. Tanulmányok Schultheisz Emil professzor 85. születésnapjára. (Bp., 2008)

### Szerkesztői, lektori közreműködésével készült orvostörténeti kiadványok
- Benedek István: Hügieia. Az európai orvostudomány története. (Bp., 1990)
- Csoma Mária: Medicina in nummis, 1974-1994. Magyar orvosi érmek katalógusa. (Bp., 2000)
- Nemes Csaba: Orvostörténelem. Az egyetemes és magyarországi medicina kultúrtörténeti vonatkozásaival. 1-2. kiad. (Debrecen, 2007, 2008)

### Szépirodalmi művei
- Búvópatak (Esztergom, 2002)
- Az elmúlás balladája (Esztergom, 2003)
- A szeretet nosztalgiája (Esztergom, 2004)
- Napló helyett (Esztergom, 2005)
- Könyörgés a környezetért (Esztergom, 2005)
- Földközelben (Esztergom, 2010)

## Külső hivatkozás
- Cikkeinek teljes szövege